# 1896 у літературі

## Твори
- Джозеф Конрад — «Вигнанець з островів»
- Болеслав Прус — «Фараон»
- Марк Твен — «Том Соєр — детектив»
- Герберт Веллс — «Острів доктора Моро»

## Народились
- 7 лютого — Якоб Палудан, данський письменник, есеїст, перекладач і літературний критик.
- 18 лютого — Андре Бретон (фр. André Breton), французький письменник і поет, основоположник сюрреалізму (помер у 1966).

## Померли
- 8 січня — Поль Верлен (фр. Paul Marie Verlaine), французький поет (народився в 1844).
- 1 липня — Гаррієт Бічер-Стоу, американська письменниця (народилася в 1811).
- 23 вересня — Івар Осен, норвезький лігвіст і поет (народився в 1813).
- Мотірам Бхатта, непальський поет (народився 1866)